# Devilicious
Devilicious – drugi pełny album Ethelyn, zarejestrowany podczas sesji w koneckim DigiArt Studio. Album ukazał się pod koniec 2010 roku za sprawą Psycho Records.

## Lista utworów
1. „New Aeon Utopia” – 4:57
2. „Self-made Liberation” – 4:34
3. „Thunder Striked Twice	- 03:29
4. „Despiritualized” – 4:26
5. „Timetis (Instr.)” – 0:53
6. „Cold Heaven” – 3:50
7. „Necrotic” – 3:10
8. „Abyssum Abyssus Invocat (Instr.)” – 0:55
9. „Devilicious” – 3:27
10. „Sinvasion” – 5:21
11. „Death-shaped Art” – 3:36
12. „The Confessor” – 3:32
13. „Farkasember (Instr.)” – 0:36
14. „Pocket Full of Satan” – 3:49

## Twórcy
| Zespół Ethelyn w składzie - Morbid – perkusja - Valdi – gitara - Nameless – gitara - Mysth – wokal prowadzący - Wrath – gitara basowa | Produkcja - Krzysztof Lucjan Róg – zdjęcia - Radosław Grzybek – oprawa graficzna |